# Per Ung

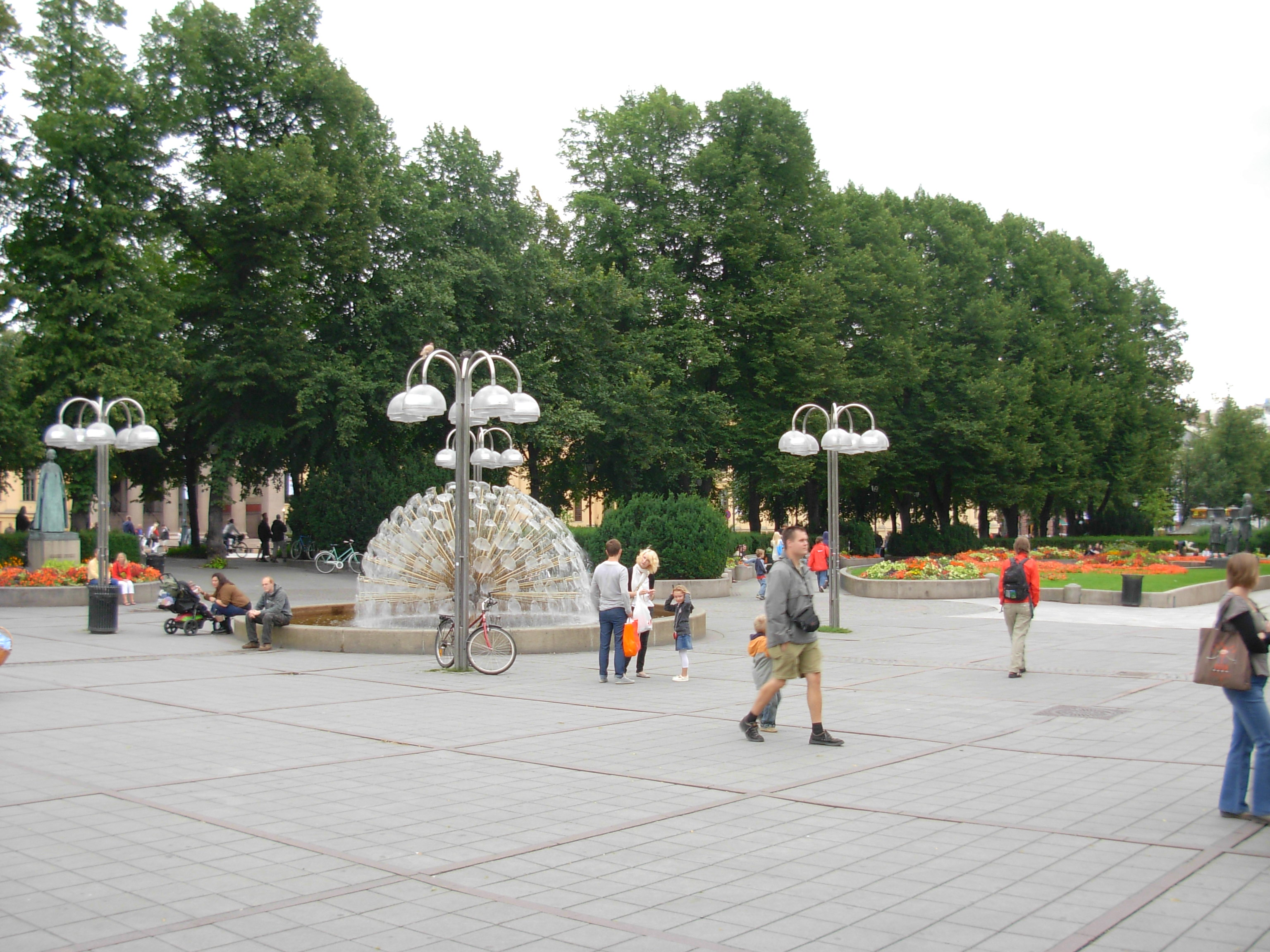
Johanne Dybwads plass i Oslo. Per Ungs staty av Johanne Dybwad kan ses till vänster.

Per Erik Ung, född Ohlsen 5 juni 1933 i Oslo, död 20 juni 2013 i Oslo, var en norsk skulptör och grafiker. 
Per Ung utbildade sig 1951 på Statens håndverks- og kunstindustriskole i Oslo för Torbjørn Alvsåker, vid Statens kunstakademi för Per Palle Storm 1952-55 och vid St. Martins School of Art i London. Han hade sin första separatutställning på Unge Kunstneres Samfund i Oslo 1957.  
Han var gift med Valerie Lyndall Dick 1953-87 och från 1987 med skulptören Elena Engelsen-Wisse (född 1952).

## Offentliga verk i urval
- Johanne Dybwad, 1959-61, utanför Nationaltheatret i Oslo
- Sonja Henie, 1985, vid Frogner stadion i Oslo
- Birger Ruud, 1987, i Kongsberg
- Fridtjof Nansen, 1993, i Oslo och i Vardø
- Henrik Ibsen, porträttbyst, 1997, i Skien och i Oslo
- Selfangstmonumentet, 1999, i Alta
- Johan Halvorsen , 2002, utanför Nationaltheatret i Oslo
- Gunnar Sønsteby, 2007, utanför Indekshuset i Oslo
- Wenche Foss, 2007, utanför Nationaltheatret i Oslo
- Mor med barn, på Ekebergparken skulpturpark i Oslo